# Rubus gloriosus
Rubus gloriosus är en rosväxtart som beskrevs av Abraham van de Beek. Rubus gloriosus ingår i släktet rubusar, och familjen rosväxter. Inga underarter finns listade i Catalogue of Life.